# هنري كرافيس
هنري آر كرافيس، (من مواليد 6 يناير 1944)، رجل أعمال أمريكي ومستثمر وملياردير. وهو المؤسس المشارك لشركة KKR & Co، وهي شركة استثمار عالمية تبلغ قيمتها السوقية حوالي 24.7 مليار دولار أمريكي في نوفمبر 2019. بلغت ثروته الصافية 6.4 مليار دولار في فبراير 2020، وقد صنفته مجلة فوربس في المرتبة 317 من أغنى شخص في العالم.
سياسي محافظ، تعرض أسلوب حياته الفخم لانتقادات من قبل النشطاء الذين يتطلعون إلى إصلاح أنظمة الأسهم الخاصة وتقييد ممارسة الاستحواذ ساتخدام القروض والديون كان رائدًا فيها. تم تصوير عملية شرائه لـشركة RJR Nabisco في كتاب 1989 وفيلم 1993 بعنوان Barbarians at the Gate.